# Innenstadt (okręg administracyjny Kolonii)
Innenstadt, Köln-Innenstadt – okręg administracyjny (niem. Stadtbezirk) w Kolonii, w Niemczech, w kraju związkowym Nadrenia Północna-Westfalia. 
W skład okręgu administracyjnego wchodzi pięć dzielnic (Stadtteil):
1. Altstadt-Nord
2. Altstadt-Süd
3. Deutz
4. Neustadt-Nord
5. Neustadt-Süd